# Andrew Johnson
Andrew Johnson (29. prosince 1808, Raleigh, Severní Karolína, USA – 31. července 1875, Greeneville, Tennessee) byl 17. prezident USA a jeden ze dvou prezidentů zvolených na kandidátce Strany národní unie (National Union Party). Úřad prezidenta zastával v letech 1865–1869. Vládl necelé čtyři roky, ujal se úřadu po atentátu na prezidenta Abrahama Lincolna z pozice viceprezidenta USA. Za jeho prezidentství nebyl jmenován žádný viceprezident.

## Cesta do Bílého domu
Andrew Johnson se narodil 29. prosince roku 1808 v Raleighu v Severní Karolíně. Otcem byl chudý Jacob Johnson, který tři roky po jeho narození zemřel. Matka Mary McDonoughová tak zůstala na výchovu sama a bez peněz. Andrew nastoupil v deseti letech se svým bratrem do učení ke krejčovskému mistru. O šest roků později spolu utekli nespokojeni do Greenville v Tennessee, kde se snažili založit vlastní krejčovskou dílnu. Na vzdělání neměl čas ani dostatek financí. V devatenácti letech (1827) si vzal za ženu Elizu McCardleovou (1810–1876), se kterou měli 5 dětí a také si začal doplňovat všeobecné znalosti. Ve své dílně zaměstnal několik otroků, ke kterým měl dobrý vztah. Zde také docházelo k občasnému setkávání občanů, kteří probírali věci veřejné a kde mladý krejčí Johnson zjistil, že je zapálený pro politiku a rozhodl se v ní plně angažovat. Tak se stal jedním z iniciátorů založení dělnické strany ve městě, již za rok byl zvolen do městské rady (1829) a za další čtyři se díky nadání a přirozené autoritě stal starostou města (1833).
Politická kariéra pokračovala „krok za krokem“ k vrcholu zvolením do Sněmovny reprezentantů ve státě Tennessee (1835), v dalších volbách byl sice poražen, ale v následném volebním klání slavil úspěch a stal se členem Senátu v Tennessee (1839). V roce 1843 byl jako vůbec první člen Demokratické strany zvolen za svůj stát do národní Sněmovny reprezentantů, kde pobyl 5 funkčních období (10 let). Následně se vrátil domů, kde na něho čekalo guvernérské křeslo (17. guvernér Tennessee, 1853–1857), aby postoupil o další krůček v kariéře a stal se členem Senátu USA (1857–1862). Většina států Jihu se v této vyhrocené době snažilo o odtržení z Unie. Johnson přesto ve svých emotivních projevech hlasitě upozorňoval na neústavnost takového kroku a zůstal jediným jižanským senátorem, který kontinuálně pokračoval ve výkonu své funkce ve Washingtonu. V červnu 1861 vyhlásil stát Tennessee přes jeho odpor nezávislost. Prezident Abraham Lincoln ho roku 1862 v zuřící občanské válce jmenoval vojenským guvernérem Východního Tennessee, tedy území, které stále spadalo pod vládu Unie.

## 16. viceprezidentem USA
Při červnovém shromáždění roku 1861 v Baltimoru (stát Maryland) se členové republikánské strany naklonění Lincolnovi rozhodli změnit název partaje na Unionistickou národní stranu. Tím chtěli vyhovět části demokratů a sjednotit veřejnost prohlášením, že válka proti Konfederaci je společný národní cíl. To byl také důvod, proč byl do voleb v roce 1864 nominován na viceprezidenta demokrat Andrew Johnson a nikoli úřadující viceprezident, republikán Hannibal Hamlin.
Prezidentských voleb roku 1864 se účastnilo jen 24 států. Oproti minulým volbám již chybělo 11 jižních států tvořících Konfederaci, které roku 1861 z Unie vystoupily. Poprvé se zato do voleb zapojily 3 státy: Nevada, Západní Virginie a Kansas.
Unionistický tandem Lincoln-Johnson přesvědčivě zvítězil nad demokratickými kandidáty McClellanem-Pendletonem poměrem volitelů 212:21 (kvórum 117).
Inaugurace se odehrála 4. března 1865. Johnson přišel na ceremoniál podnapilý, což se odrazilo při jeho projevu. Později podal vysvětlení, že se alkoholem snažil tišit bolest způsobenou tyfem[nepřesný odkaz]. V úřadu viceprezidenta strávil jen 1 měsíc a 10 dnů. V osudný 14. duben byl při představení ve Fordově divadle výstřelem smrtelně zraněn prezident Lincoln, který zraněním příštího dne podlehl. Atentátníkem byl herec a stoupenec Konfederace John Wilkes Booth.

## 17. prezidentem USA
15. dubna 1865 složil Johnson prezidentský slib do rukou nově jmenovaného předsedy Nejvyššího soudu Salmona Chase. Byl šestým viceprezidentem, který se stal prezidentem, avšak prvním po atentátu na svého předchůdce.
Jako prezident navázal na Lincolnovu politiku smiřování se vzbouřenými státy Jihu. Nežádal jejich přísné potrestání, ale usiloval o zrovnoprávnění. Jmenoval guvernéry těchto států. Jižanským občanům umožnil volit do amerického Senátu v roce 1865, poté co slíbili věrnost Unii. Od důstojníků bojujících za Konfederaci byla požadována žádost o milost. Tak byli zvoleni i mnozí prominenti bývalé Konfederace, což se setkalo ve Washingtonu s odporem a nebylo jim umožněno v Senátu zasednout.
Válka zanechala hluboké šrámy mezi Severem a Jihem na dlouhé roky. Mnozí radikální republikáni ještě dlouho předhazovali své zkrvavené košile na volebních mítincích a štvali proti jižním demokratům. Ti si přesto zachovali na jihu svoji základnu. Trvalo to dalších dvacet let, než se stal demokrat prezidentem a padesát, než mohl být zvolen prezident narozený na jihu (Woodrow Wilson). V důsledku války bylo XIII. dodatkem Ústavy zrušeno otroctví (v prosinci 1865), ale nebylo postaráno o nově osvobozené lidi. Johnson začal řešit stále větší spory s republikány.
Přestože započalo období Rekonstrukce, tj. obnovy Jihu, které trvalo v rozmezí let 1865–1877, mnohým republikánům se kroky prezidenta jevily jako laxní a neúčinné. Sami začali v Kongresu měnit „rekonstrukční zákony“ v neprospěch jižních států. Důležité bylo vítězství republikánů ve volbách 1866, kdy získali úplnou kontrolu nad Kongresem. Republikáni si chtěli ponechat vliv na Jihu tím, že zaručí možnost volebního práva černochům. Proto byl v roce 1868 byl přijat XIV. dodatek Ústavy, jehož cílem bylo definovat pojem občanství, ochranu práv osvobozených, odejmutí volebního práva vůdcům Konfederace a zaručit federální dluh. Johnsonova pozice byla velmi otřesena a hovořilo se o jednom z nejhorších ohrožení americké demokracie vůbec, kdy se výkonná moc – jeden z jejích tří pilířů – začala nebezpečně hroutit a naopak moc Kongresu, tedy pilíř zákonodárný, naopak nezdravě posilovat.

## Impeachment

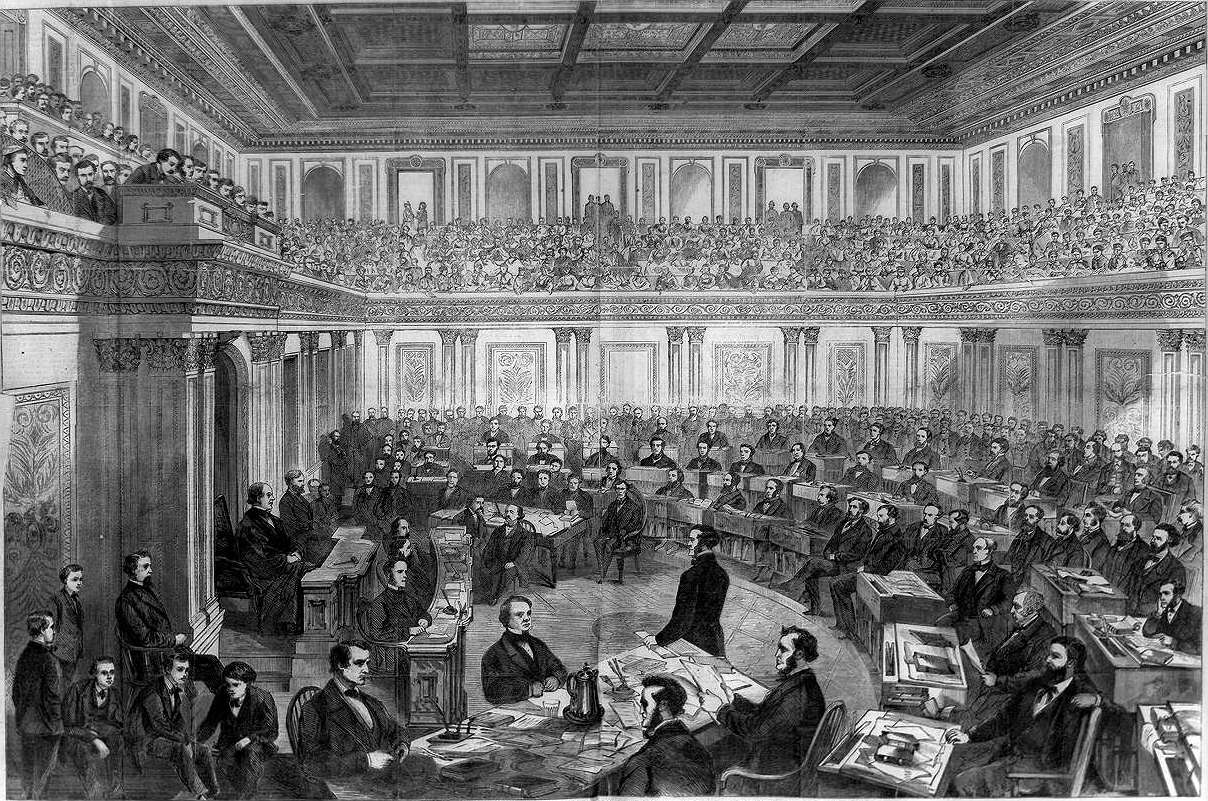
Průběh impeachmentu byl ostře sledován tehdejšími novinami

Andrew Johnson jako první prezident USA podstoupil tzv. impeachment, tj. proces obžaloby a odvolání z funkce, který byl vyvolán radikálními republikány. Ti umožnili schválení zákona, který prezidentu zakazoval bez souhlasu Kongresu propouštět některé úředníky. Johnson tento zákon vetoval, ale byl Kongresem opět přehlasován, proto chtěl dosáhnout soudního rozhodnutí v této věci. Johnson 5. srpna 1867 odvolal z pozice ministra války Edwina Stantona, který usiloval stát se jakýmsi „diktátorem“ na Jihu. Ministr ovšem arogantně odvolání odmítl. Přesto prezident jmenoval jeho novým nástupcem generála Granta, kterému se Stanton neodvážil odporovat. Pobouřený Senát USA stál dále za odvolaným ministrem a přiměl Stantona k návratu na ministerstvo (13. ledna 1868), a tak se i stalo. 24. února 1868 pak všichni republikáni v dolní komoře hlasovali pro schválení 11 bodů impeachmentu. 5. března bylo zahájeno líčení v Senátu pod vedením předsedy Nejvyššího soudu USA. Zajímavé bylo, že zde chyběl skutečný důvod zločinu prezidenta. Celkově bylo zapotřebí pro odvolání alespoň 36 hlasů z 54 senátorů (2/3).
Rozhodujícím se stal hlas republikánského senátora za státu Kansas Edmunda Rosse, který byl zvolen v roce 1866 poté, co jeho předchůdce, sympatizant prezidenta, na nátlak veřejnosti spáchal sebevraždu. Radikálové měli z volby Rosse radost. K hlasování o vině či nevině prezidenta došlo 16. května 1868. Senátor Ross nesouhlasil s prezidentem v politickém ani osobním životě. Byl jeho kritikem a přesto všechno v osudnou chvíli vyslovil „Nevinen!“, čímž o jeden hlas nebyl prezident Johnson odvolán. Proto ho také John Fitzgerald Kennedy zařadil mezi 7 osobností ve své knize Profily odvahy, které svými činy pomohly rozvinout americkou demokracii.

## Další události v prezidentství
- 9. srpna 1867 Spojené státy odkoupily Aljašku od Ruska za 7,2 miliónu dolarů.
- V letech 1865–1869 přistoupil k Unii jediný nový stát Nebraska (1867).
- Johnson se rozešel s republikány, Unionistická strana se rozpadla v roce 1868. Demokratická platforma mu poděkovala za práci pro vlast, ale odmítla ho nominovat.
- 25. prosince 1868, již po zvolení nového prezidenta Granta, učinil Johnson jedno z posledních rozhodnutí udělit všeobecnou bezpodmínečnou amnestii všem dřívějším občanům Konfederace.

## Po odchodu z Bílého domu
Andrew Johnson se vrátil domů do Tennessee, aby znovu za svůj stát kandidoval v roce 1868 do Senátu USA a v roce 1872 do Sněmovny reprezentantů USA, v obou případech neúspěšně. Do Senátu byl zvolen až v roce 1874. Funkční období započal 4. března 1875, aby přednesl jediný projev, v němž veřejně obvinil Grantovu administrativu z korupce. Sklidil za to bouřlivý potlesk ve stoje, včetně mnoha senátorů, kteří předtím hlasovali pro jeho odvolání z funkce prezidenta. Na víc mu nezbyl čas, protože 31. července téhož roku zemřel na mrtvici u své dcery v Tennessee.
Byl to jediný prezident, který po svém odchodu z Bílého domu sloužil v Senátu.